# یواس‌اس تاتوگ (اس‌اس‌ان-۶۳۹)
یواس‌اس تاتوگ (اس‌اس‌ان-۶۳۹) (به انگلیسی: USS Tautog (SSN-639)) یک زیردریایی بود که طول آن ۸۹ متر (۲۹۲ فوت) بود. این زیردریایی در سال ۱۹۶۷ ساخته شد.